# UD 1
UD 1 war ein projektiertes Unterseeboot der Kaiserlichen Marine während der Zeit des Ersten Weltkriegs. Es sollte als sehr schneller Handelsstörer in entlegenen Seegebieten Handelskrieg nach Prisenordnung gegen Großbritannien führen.

## Vorgeschichte
Im August 1916 wurde nach einer Besprechung im Reichsmarineamt seitens des Admiralstabes der Wunsch geäußert, kampfkräftige, gepanzerte und vor allem schnelle Unterseeboote in Kreuzergröße, so genannte U-Kreuzer, zum Handelskrieg gegen das Vereinigte Königreich zu konstruieren. Daraufhin stellte die U-Boot-Inspektion Überlegungen zu möglichen Antriebsarten an: In Betracht kamen als Überwasserantrieb sowohl der Dieselmotor als auch die Dampfturbine.

## Projekt 47
Das zunächst favorisierte Projekt mit Dieselmotoren erhielt die Konstruktionsbezeichnung „Projekt 47“ und stellte ein sehr großes U-Boot von über 100 m Länge und mehr als 4000 t Verdrängung dar. Die Bewaffnung sollte aus vier 15,0-cm- und zwei 8,8-cm-Kanonen sowie acht Torpedorohren bestehen. Jedoch äußerte sich der Admiralstab sehr kritisch über diesen Entwurf. Denn verglichen mit den 2000-t-Booten des „Projekts 46a“ (U 142 bis U 150 und U 173 bis U 200), die bereits in Auftrag gegeben waren, wurde im Verhältnis zu dem großen Deplacementzuwachs, den Kostensteigerungen und der längeren Bauzeit nur ein geringfügiger Kampfkraftzuwachs und keine Überwasser-Geschwindigkeitssteigerung erreicht.

## Konstruktionsgeschichte
Ausgehend von der Studie Projekt 47 wurde nun überlegt, ob die Geschwindigkeitssteigerung nicht doch durch einen Dampfturbinenantrieb behoben werden könnte. Sowohl in Großbritannien als auch in Frankreich gab es dampfelektrische U-Boote in größeren Stückzahlen. Das größte Problem stellte hierbei die Beseitigung der Kesselwärme beim Tauchen sowie die großen druckfesten Verschlüsse der Rauchabzüge dar. Nachdem man jedoch die Erfahrung gemacht hatte, dass Wasserrohrkessel bei der Berührung mit wesentlich kälterem Seewasser keinesfalls explodieren müssen, wurde durch den Ingenieur H. Wölke und den Marinebaumeister Schäfer ein Tauchkessel konstruiert, der beim Tauchen geflutet werden konnte. Sie wurden seitlich am Rumpf außerhalb des Druckkörpers in besonderen druckfesten Räumen aufgestellt und konnten vom Inneren des Bootes bedient werden.
Anfang 1918 waren die Arbeiten in der Konstruktionsabteilung der Unterseeboot-Inspektion so weit abgeschlossen, dass ein Exemplar als „Kriegsauftrag AA“ im Februar 1918 bei der Kaiserlichen Werft in Kiel unter der Baunummer 44 in Auftrag gegeben wurde. Als Helling war die noch mit dem Neubau des Kleinen Kreuzers Frauenlob belegte Ablaufbahn vorgesehen, die erst mit dessen Stapellauf am 16. Oktober 1918 frei wurde. Im Mai begannen unter großer Geheimhaltung die Schnürboden- und Werkstattarbeiten. Bereits im Juni wurden die Spantmodelle vom Schnürboden genommen. Bis Kriegsende kam es jedoch nicht mehr zur Kiellegung. Als die revolutionäre Bewegung auf die Werft übergriff, wurde der Befehl erteilt, alle Geheimsachen und insbesondere die Pläne zu UD 1 zu vernichten.
Die einzigen beiden noch vorhanden amtlichen Quellen sind die im Bundesarchiv-Militärarchiv in Freiburg im Breisgau lagernde Bauvorschrift sowie der Generalplan. Die technischen Angaben sind teils durch persönliche Mitteilung oder durch Notizen von Mitarbeitern des Konstruktionsamts tradiert worden.